# Mireille Bousquet-Mélou

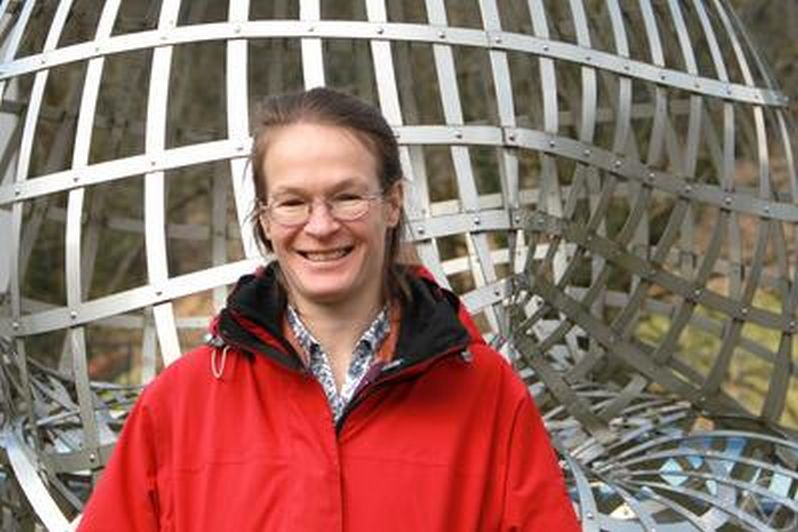
Mireille Bousquet-Mélou, Oberwolfach 2014

Mireille Bousquet-Mélou (* 12. Mai 1967) ist eine französische Mathematikerin, die sich mit abzählender Kombinatorik befasst.
Sie studierte ab 1986 an der École normale supérieure (Rue d’Ulm) mit der Agrégation 1989 und wurde 1991 an der Universität Bordeaux bei Xavier Gérard Viennot promoviert (q-Énumération de polyominos convexes). Sie forschte seit 1990 für den CNRS, bei dem sie Forschungsdirektorin am Labor für Informatik in Bordeaux ist. 1996 habilitierte sie sich.
Sie war Gastwissenschaftlerin in Leipzig, am Schrödinger-Institut in Wien, am MSRI, in Göteborg, Montreal, Melbourne und am Mittag-Leffler-Institut.
Sie fand, dass Probleme der abzählenden Kombinatorik, deren erzeugende Funktionen rationale Funktionen sind, häufig regulären formalen Sprachen entsprechen und solche mit algebraischen Funktionen kontextfreien Sprachen.
Sie war eingeladene Sprecherin auf dem Internationalen Mathematikerkongress 2006 in Madrid (Rational and algebraic series in combinatorial enumeratioin). 1993 erhielt sie die Bronzemedaille und 2014 die Silbermedaille des CNRS. 2005 wurde sie Ehrendoktorin der Universität Linköping und 2009 erhielt sie den Prix Freycinet der Académie des sciences, deren Mitglied sie seit 2019 ist.

## Schriften
- A method for the enumeration of various classes of column-convex polygons, Discrete Mathematics, Band 154, 1996, S. 1–25
- mit Marko Petkovsek: Linear recurrences with constant coefficients: the multivariate case, Discrete Mathematics, Band 225, 2000, S. 51–75.
- mit Cyril Banderier, Alain Denise, Philippe Flajolet, Danièle Gardy, Dominique Gouyou-Beauchamps: Generating functions for generating trees, Discrete Mathematics, Band 246, 2002, S. 29–55